# 西安里 (臺中市大安區)
西安里，前身「西安村」，位於臺灣臺中市大安區中央偏東北，北隔福住里，南接松雅里，西界海墘里，東鄰大甲區德化里。

## 歷史
日治時期，1901年，西安里屬大甲支廳大安區，一部分屬頂腳踏庄，一部分則屬下腳踏庄。至1920年起，屬大安庄，分為頂腳踏與下腳踏等2個大字。1945年，合併2個大字並改名為「西安村」。2010年12月25日配合臺中縣市合併，臺中縣大安鄉西安村改制為臺中市大安區「西安里」。

## 地理
西安里位於大安區中央偏東北，北隔福住里，南接松雅里，西界海墘里，東鄰大甲區德化里。全里為大安溪沖積扇的一部份，境內地勢低平，由北至南分別有第二大排、第三大排與溫寮溪流經。
西安里居民主要姓氏有黃姓、曾姓。

## 政治

### 歷任首長
西安村村長（中華民國接管臺灣後初期）
| 任次 | 姓名   | 上任日期       | 卸任日期      | 備註 |
| ---- | ------ | -------------- | ------------- | ---- |
| 1    | 黃石能 | 1945年12月14日 | 1946年2月25日 |      |

西安村村長（民選）
| 任次 | 姓名   | 黨籍       | 上任日期       | 卸任日期       | 備註     |
| ---- | ------ | ---------- | -------------- | -------------- | -------- |
| 1    | 黃石能 |            | 1946年2月26日  | 1948年3月25日  | 民選首任 |
| 2    | 黃山凍 |            | 1948年3月26日  | 1948年5月24日  | 辭職     |
| 2    | 黃進玉 |            | 1948年5月25日  | 1950年9月30日  | 補選     |
| 3    | 黃四方 |            | 1950年10月1日  | 1952年12月13日 |          |
| 4    | 黃四方 |            | 1952年12月14日 | 1955年4月16日  |          |
| 5    | 黃四方 |            | 1955年4月17日  | 1958年4月26日  |          |
| 6    | 黃四方 |            | 1958年4月27日  | 1961年4月22日  |          |
| 7    | 黃添才 |            | 1961年4月23日  | 1965年5月1日   |          |
| 8    | 黃添才 |            | 1965年5月2日   | 1969年5月31日  |          |
| 9    | 黃添才 |            | 1969年6月1日   | 1974年7月29日  |          |
| 10   | 黃添才 |            | 1974年7月30日  | 1978年7月31日  |          |
| 11   | 黃添才 |            | 1978年8月1日   | 1982年7月31日  |          |
| 12   | 黃添才 |            | 1982年8月1日   | 1986年7月31日  |          |
| 13   | 黃添才 |            | 1986年8月1日   | 1990年7月31日  |          |
| 14   | 黃添才 | 無黨籍     | 1990年8月1日   | 1994年7月31日  |          |
| 15   | 黃清海 | 無黨籍     | 1994年8月1日   | 1998年7月31日  |          |
| 16   | 黃清海 | 中國國民黨 | 1998年8月1日   | 2002年7月31日  |          |
| 17   | 黃國雄 | 無黨籍     | 2002年8月1日   | 2006年7月31日  |          |
| 18   | 紀木淵 | 無黨籍     | 2006年8月1日   | 2010年12月24日 |          |

西安里里長（民選）
| 任次 | 姓名   | 黨籍   | 上任日期       | 卸任日期       | 備註 |
| ---- | ------ | ------ | -------------- | -------------- | ---- |
| 1    | 紀木淵 | 無黨籍 | 2010年12月25日 | 2014年12月24日 |      |
| 2    | 紀木淵 | 無黨籍 | 2014年12月25日 | 2018年12月24日 |      |
| 3    | 紀木淵 | 無黨籍 | 2018年12月25日 | 2022年12月24日 |      |
| 4    | 紀木淵 | 無黨籍 | 2022年12月25日 |                | 現任 |

## 經濟
西安里的經濟產業主要為農業，農作物以水稻、西瓜、洋香瓜、扁蒲、大蒜、越瓜為大宗，主要畜產有毛豬，也有部分居民從事水產養殖業。

## 文化
- 泰安宮女媧廟

## 教育
西安里境內並無任何國民中小學的設立。在學區劃分上，西安里全境皆屬於大安國中、海墘國小的學區範圍。

## 交通

### 公車
臺中市市區公車行經西安里的路線有92路（豐原至大安國中）、172路（大甲至福住里）、657路（大甲高工至建興）、658副路（大安濱海樂園－大安港路－惠文高中）、661路（致用高中－大甲車站－永安國小環狀路線）等5條公車路線，提供當地居民搭乘及轉乘之用，其中92路與658副路分別可遠通豐原、臺中市區，為該里較為重要的兩條公車路線。

### 公路
- 台61線[21]
- 市道132號：大安港路[22]
- 中9線：南北七路
- 中10線：東西七路
- 中14線：東西九路

### 公共自行車
- 臺中市公共自行車租賃系統
  - 大安港東西八路口